# Lasse Kjus
Lasse Kjus (Oslo, 14 de enero de 1971) es un deportista noruego que compitió en esquí alpino; campeón olímpico en Lillehammer 1994 y tres veces campeón mundial.

## Trayectoria
Participó en cinco Juegos Olímpicos de Invierno, entre los años 1992 y 2006, obteniendo en total cinco medallas, oro en Lillehammer 1994, en la prueba combinada, dos de plata en Nagano 1998, en descenso y combinada, y dos en Salt Lake City 2002, plata en descenso y bronce en eslalon gigante.
Ganó once medallas en el Campeonato Mundial de Esquí Alpino entre los años 1993 y 2003.
En la Copa del Mundo consiguió dieciocho victorias y 60 podios en total. Ganó la clasificación general de la Copa del Mundo en 1996 y 1999.
En 1999 recibió el Premio Skieur d’Or y la la Medalla de Oro de Aftenposten. Ese mismo año fue nombrado «Deportista del año» en su país.
Entre 2010 y 2014 tuvo su propio programa de concursos en TVNorge, Hvem kan slå Aamodt og Kjus?, junto con el esquiador Kjetil André Aamodt.
Después de retirarse de la competición en 2006, se volvió un exitoso hombre de negocios, que promocionó su propia marca de ropa y fundó una sociedad financiera centrada en inversiones.

## Palmarés internacional
| Juegos Olímpicos   | Juegos Olímpicos                   | Juegos Olímpicos  | Juegos Olímpicos |
| Año                | Lugar                              | Medalla           | Prueba           |
| ------------------ | ---------------------------------- | ----------------- | ---------------- |
| 1994               | Lillehammer (Noruega)              | Medalla de oro    | Combinada        |
| 1998               | Nagano (Japón)                     | Medalla de plata  | Descenso         |
| 1998               | Nagano (Japón)                     | Medalla de plata  | Combinada        |
| 2002               | Salt Lake City (Estados Unidos)    | Medalla de plata  | Descenso         |
| 2002               | Salt Lake City (Estados Unidos)    | Medalla de bronce | Eslalon gigante  |
| Campeonato Mundial |                                    |                   |                  |
| Año                | Lugar                              | Medalla           | Prueba           |
| 1993               | Morioka (Japón)                    | Medalla de oro    | Combinada        |
| 1996               | Sierra Nevada (España)             | Medalla de plata  | Combinada        |
| 1997               | Sestriere (Italia)                 | Medalla de plata  | Descenso         |
| 1997               | Sestriere (Italia)                 | Medalla de plata  | Eslalon gigante  |
| 1997               | Sestriere (Italia)                 | Medalla de plata  | Supergigante     |
| 1999               | Vail/Beaver Creek (Estados Unidos) | Medalla de oro    | Eslalon gigante  |
| 1999               | Vail/Beaver Creek (Estados Unidos) | Medalla de oro    | Supergigante     |
| 1999               | Vail/Beaver Creek (Estados Unidos) | Medalla de plata  | Descenso         |
| 1999               | Vail/Beaver Creek (Estados Unidos) | Medalla de plata  | Eslalon          |
| 1999               | Vail/Beaver Creek (Estados Unidos) | Medalla de plata  | Combinada        |
| 2003               | St. Moritz (Suiza)                 | Medalla de plata  | Combinada        |